# Mycroft AI
Mycroft AI je free a open-source virtuální asistent vyvinutý společností Mycroft AI Inc. Byl vytvořen díky podpoře projektu na Kickstarteru který podpořilo 1 120 lidí částkou 127 520 dolarů (původní cíl bylo získat 99 000 dolarů). Mycroft se dá zdarma stáhnou na počítač se systémem Linux, telefon s operačním systémem Android nebo do Raspberry Pi 3 nebo se dá zakoupit Mark 1 (počítač obsahující Arduino Mini a Raspberry Pi 3).
Vývoj je zatím v pre-alpha verzi a první finální verze se počítá na rok 2019 až 2020.